# Casalbuono
Casalbuono ist eine italienische Gemeinde mit 1025 Einwohnern (Stand 31. Dezember 2023) in der Provinz Salerno in der Region Kampanien und Teil der Comunità Montana Vallo di Diano.

## Geografie
Die Nachbargemeinden sind  Casaletto Spartano, Lagonegro (PZ), Montesano sulla Marcellana und Sanza.